# Рохас, Гонсало
Гонса́ло Ро́хас Писа́рро (исп. Gonzalo Rojas Pizarro, 20 декабря 1917, Лебу — 25 апреля 2011, Сантьяго) — чилийский поэт, один из лидеров чилийской поэзии XX века. Его сочинения принадлежат к авангардистской традиции латиноамериканской поэзии столетия.

## Биография
Изучал право и педагогику в Национальном университете (Сантьяго). Преподавал в Вальпараисо с 1946 по 1952. Затем до 1973 года был профессором в университете города Консепсьон. Был культурным атташе в Китае в 1970—1971 и на Кубе в 1972—1973. После военного переворота в 1973 году жил в изгнании в ГДР (1973—1975), Венесуэле (1975—1980) и США (1980—1994). Вернулся в Чили в 1994 году.
22 февраля 2011 пережил инсульт. 12 марта был перевезен в медицинский центр, где находился вплоть до кончины.

## Признание
Лауреат Национальной премия Чили по литературе и Премии королевы Софии по ибероамериканской поэзии (обе — 1992), премии Октавио Паса (1998). В 2003 удостоен литературной премии «Сервантес». Стихи Рохаса были переведены на многие языки мира, включая китайский.

## Публикации на русском языке
- Избранное/ Пер. Наталии Ванханен. М.: Институт Сервантеса, 2004.
- [Стихи]/ Пер. Андрея Щетникова// «К востоку от солнца», вып. 7. Новосибирск, изд-во НГУ, 2007, с. 162—166.
- «На вёслах ритма/ Remando en el ritmo», М.: Центр книги Рудомино, 2013